# Gnaeus Octavius (Konsul 87 v. Chr.)
Gnaeus Octavius († 87 v. Chr. in Rom) war ein römischer Politiker der späten Republik.
Octavius war ein Sohn und Enkel der beiden gleichnamigen Konsuln von 128 v. Chr. und 165 v. Chr. Lucius Octavius, der 75 v. Chr. Konsul war, war vermutlich sein Sohn.
100 v. Chr. war Gnaeus Octavius gegen Lucius Appuleius Saturninus aktiv. Etwa 90 v. Chr. war er Prätor, 87 v. Chr. wurde er Konsul. Sein Mitkonsul Lucius Cornelius Cinna hielt sich im Gegensatz zu Octavius nicht an die Regelungen, die Sulla vor seiner Abreise aus Rom getroffen hatte, und floh aus Rom, als es zum Streit kam. Als Cinna mit Unterstützung des Gaius Marius gewaltsam zurückkehrte, gelang es Octavius nicht, militärische Kräfte gegen ihn aufzubringen (der mit seinem Heer vor Rom liegende und nominell auf seiner Seite stehende Prokonsul Gnaeus Pompeius Strabo verhielt sich abwartend). Er wurde überrumpelt und auf Anweisung von Gaius Marcius Censorinus getötet.